# 桃南街道
桃南街道，是中华人民共和国黑龙江省七台河市桃山区下辖的一个乡镇级行政单位。

## 行政区划
桃南街道下辖以下地区：
朝阳社区、安康社区、运管社区、景丰社区、祥和社区和文苑社区。